# Alfred Lavergne
Pour les articles homonymes, voir Lavergne.
Alfred Lavergne, né le 28 novembre 1892 à Nontron (Dordogne), et mort le 14 octobre 1969 à Suresnes (Hauts-de-Seine), est un peintre français. Il obtient la médaille d'or au Salon des artistes français de 1959,.

## Biographie
Originaire du Périgord, Edgar Alfred Lavergne est le fils de Louis Lavergne et de Marie Fongaufier. Élève de l’École des Beaux-arts de Périgueux (1906-1908), il s’engage dans la Marine nationale en 1910 avec la spécialité de torpilleur. 

### La Grande guerre
Ne pouvant rejoindre le front en 1914, et insatisfait de l'inaction dans laquelle il se trouvait après un mois de guerre, Alfred Lavergne s'enfuit de son dépôt de Toulon, où la Marine lui avait proposé de former des jeunes mousses, pour s’engager au 1er régiment de la Légion étrangère à Lyon sous la fausse identité belge de Léopold Van Hout, avec laquelle il participe à la bataille de la Marne. Il est ensuite versé dans l’armée belge lorsque celle-ci réclame ses citoyens en 1915,.

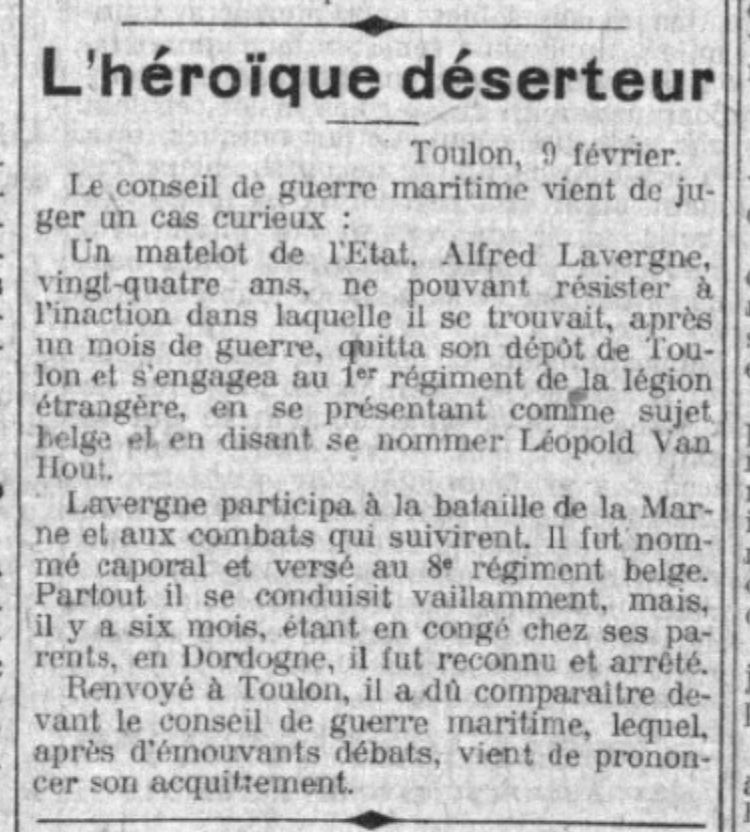
Extrait du 'Petit Parisien' du 10 février 1916 relatant les actions d'Alfred Lavergne pendant la guerre.

Arrêté par la gendarmerie lors d’une permission auprès de sa famille en Dordogne où il fut reconnu, il est finalement acquitté à l’unanimité du conseil de guerre et renvoyé au front avec la section de mitrailleuses du 5e dépôt de Toulon en 1916,. De nombreux journaux nationaux se font l'écho de cette aventure, tels que Le Temps, Excelsior ou encore Le Petit Parisien qui le qualifie alors d' "héroïque déserteur". 
Employé comme agent de liaison dans les fusiliers-marins, gazé en se découvrant pour donner son masque à un camarade, il est cité à l’ordre du détachement en 1917 et termine la guerre avec la médaille militaire et les croix de guerre française et belge. 

### Carrière artistique
À son arrivée à Paris en 1919, il se forme à l’École des beaux-arts, au sein du célèbre Atelier Cormon. Après s'être installé à Montmartre à ses débuts (1919-1932), il s’installe en 1932 comme artiste-peintre dans le quartier de Plaisance, au 12, rue du Moulin-de-Beurre, et ne quittera plus cet atelier jusqu'en 1962, année d'expropriation des ateliers de la rue du Moulin-de-Beurre. 
Il occupe l'atelier d'artiste no 7, mitoyen de celui du peintre Georges Folmer.
Lavergne expose au Salon des indépendants pendant trente ans à partir de 1921.
Il épouse, le 8 avril 1933 à Paris, Blanche Roziès, membre du comité de rédaction de L'Alauza d'Auvernha. 
Il est membre du Comité de la société des artistes indépendants à partir des années 1940, aux côtés de Carlos-Reymond, Jules Joëts, Mario Tauzin, Marcel Parturier, André Plisson, Yves Brayer.
Alfred Lavergne occupe les fonctions de commissaire général adjoint des expositions de 1950 et 1951 du Salon Indépendants. 
Sociétaire du Salon des artistes français, il est récompensé de la médaille d’or en 1959, après avoir obtenu une mention honorable en 1941 et remporté la médaille d'argent en 1951. 
Alfred Lavergne est également membre des groupes de la Horde et de la Samothrace, membre de la Société des peintres de montagne et de la  Société nationale des Beaux-Arts. 

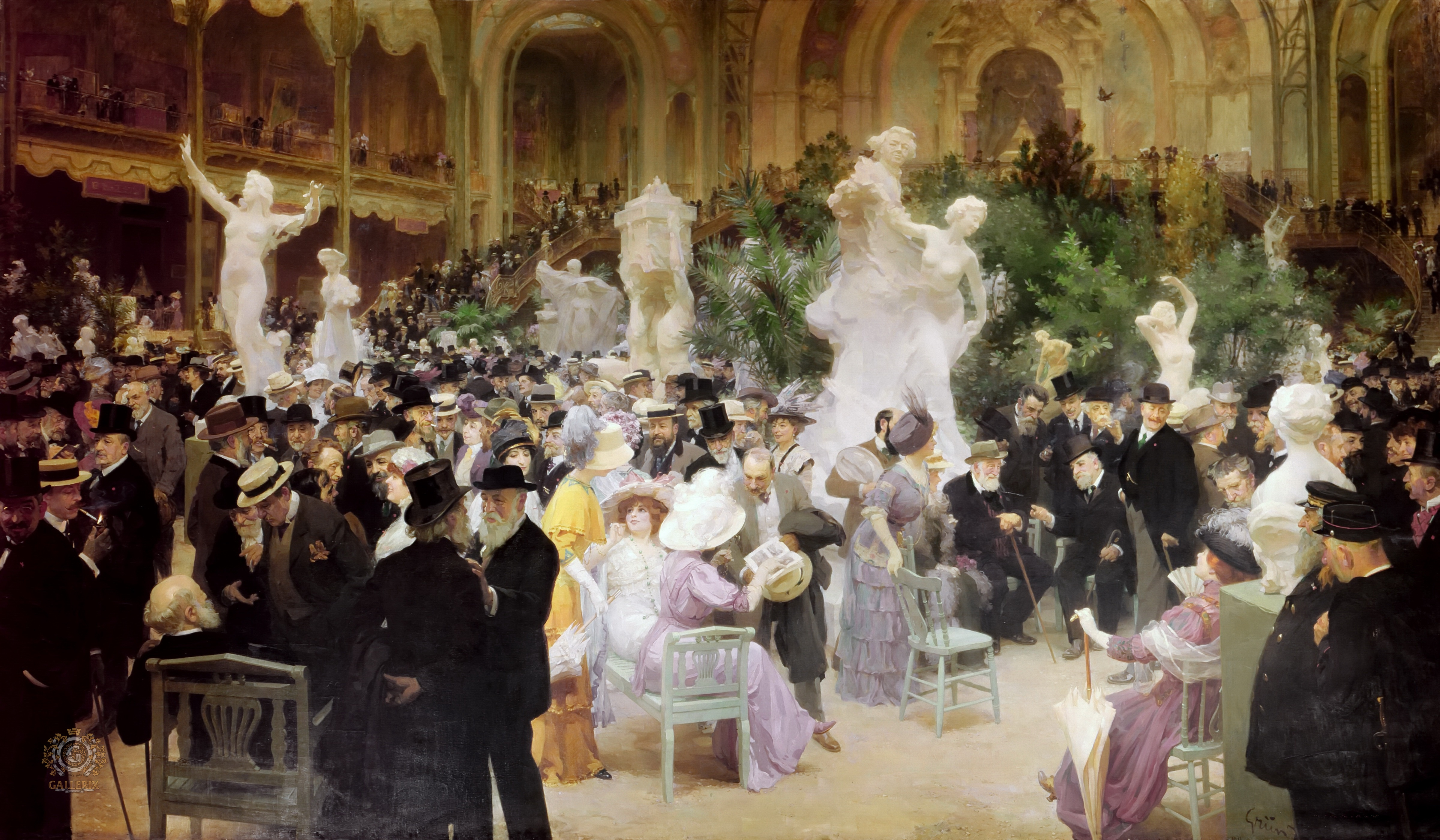
Le salon des artistes français, duquel est sociétaire Alfred Lavergne, avant d'en être médaillé d'or à la fin des années 1950.

## Prix et récompenses
- Médaille d'or au Salon des artistes français, 1959[1],[2]
- Médaille d'argent au Salon des artistes français, 1951[2]
- Mention honorable au Salon des artistes français, 1941[2]
- Lauréat de l'Institut, prix de la fondation Cartier-Bresson[2],[1]

## Distinctions
- Croix de guerre 1914–1918
- Médaille militaire

## Publications
- Cantel R. (illustrations d'Alfred Lavergne), De tribord à babord, Editions Boivin & Cie, 1941, 245 pages.

## Œuvres conservées
- Ypres, 1918, aquarelle sur papier vélin, 33 x 48 cm, T.D.B.G.: Les Halles d'Ypres/1918, S.B.DR. : Alfred Lavergne ; Achat à l'artiste en 1932, Inv.:  FNAC 12593, OR PE 764 du Centre national des arts plastiques, N° de dépôt : OR PE 764; En dépôt depuis 1932: Musée de l'Armée
- Sortie de communiantes, s.d., 88 x 103 cm, S.B.G. : Alfred Lavergne ; Achat en 1937, Inv. :  FNAC 14986 du Centre national des arts plastiques ; En dépôt depuis le 22/02/1938 : Mairie de Sablé-sur-Sarthe ; Expositions : Salon Interallié
- Champignons et aubergines, s.d., huile sur toile, 38 x 46 cm, S.B.G. : A. Lavergne ; Achat en salon à l'artiste en 1939, Inv. :  FNAC 16028 du Centre national des arts plastiques ; En dépôt depuis le 26/05/1939 : Musée des Beaux-Arts de La Rochelle
- Dans le bois de Vincennes, s.d., 33 x 42 cm; Achat à l'artiste en 1953, Inv. :  FNAC 23593 du Centre national des arts plastiques ; En dépôt depuis le 06/01/1956 : École nationale d'administration ; Expositions : Paris, Salon de la Samothrace, 1953, n°22
- Eglise Saint-Julien-des-Chazes, s.d., huile sur toile, 65 x 54 cm ; Achat à l'artiste en 1938, Inv. :  FNAC 15336 du Centre national des arts plastiques ; En dépôt depuis le 22/06/1938 : Mairie de Puiseaux
- Santeuil, s.d., 73 x 60 cm ; Achat en 1959, Inv. :  FNAC 26760 du Centre national des arts plastiques ; En dépôt depuis le 12/01/1962 : Tribunal  d'instance (Mauriac)
- Aubade; poupées, vers 1935, huile sur toile, 45 x 53 cm ; Achat à l'artiste en 1935, Inv. :  FNAC 13549 du Centre national des arts plastiques ; En dépôt depuis le 24/11/1936 : Mairie de Camaret-sur-Aigues
- Nature morte; les merlans, vers 1936, huile sur toile, 53 x 62 cm ; Achat à l'artiste en 1936, Inv. :  FNAC 14172 du Centre national des arts plastiques ; En dépôt depuis le 01/12/1936 : Mairie de Canet-en-Roussillon
- Nature morte, Titre attribué : Nature morte aux asperges, vers 1941, huile sur toile, 41 x 53 cm, S.B.DR. : Alfred Lavergne ; Achat à l'artiste en 1941, Inv. :  FNAC 18074 du Centre national des arts plastiques
- Les Harengs, 1958, huile sur toile, 38 x 46 cm, S.B.DR. : Alfred Lavergne ; Achat à l'artiste en 1958, Inv. :  FNAC 26211 du Centre national des arts plastiques

## Expositions

### En France
- Salon des Indépendants, Paris, de 1922 à 1951.
- Salon de la Samothrace, Paris, 1933.
- Salon des Tuileries, Paris[2].
- Exposition universelle, Paris, 1937[6].
- Salon interallié , Paris, 1937.
- Salon des artistes français, 1937, 1941 (mention honorable)[7] .
- Salon des artistes français (médaille d'or), Paris, 1959[1].

### À l'étranger
- Pays-Bas : Amsterdam[2]
- Belgique : Liège[2]